# Przejście graniczne Czerniawa-Zdrój-Nové Město pod Smrkem
Przejście graniczne Czerniawa-Zdrój-Nové Město pod Smrkem – polsko-czeskie drogowe przejście graniczne położone w województwie dolnośląskim, w powiecie lubańskim, w gminie miejskiej Świeradów-Zdrój, dzielnicy Świeradowa-Zdroju – Czerniawie-Zdroju, zlikwidowane w 2007.

## Opis
Przejście graniczne Czerniawa-Zdrój-Nové Město pod Smrkem z miejscem odprawy granicznej po stronie polskiej w miejscowości Czerniawa Zdrój, zostało uruchomione w 1997. Czynne było całą dobę. Dopuszczony był ruch pieszych, rowerzystów, motocykli, samochodów osobowych, autokarów, samochodów ciężarowych zarejestrowanych w Polsce i Czechach o dopuszczalnej ładowności do 3,5 tony, z wyłączeniem ładunków niebezpiecznych i mały ruch graniczny.
21 grudnia 2007 na mocy układu z Schengen przejście graniczne zostało zlikwidowane.
Do przejścia granicznego po stronie polskiej można było dojechać drogą wojewódzką nr 361, a od strony czeskiej drogą nr 291.

## Galeria

Przejście graniczne Czerniawa-Zdrój-Nové Město pod Smrkem
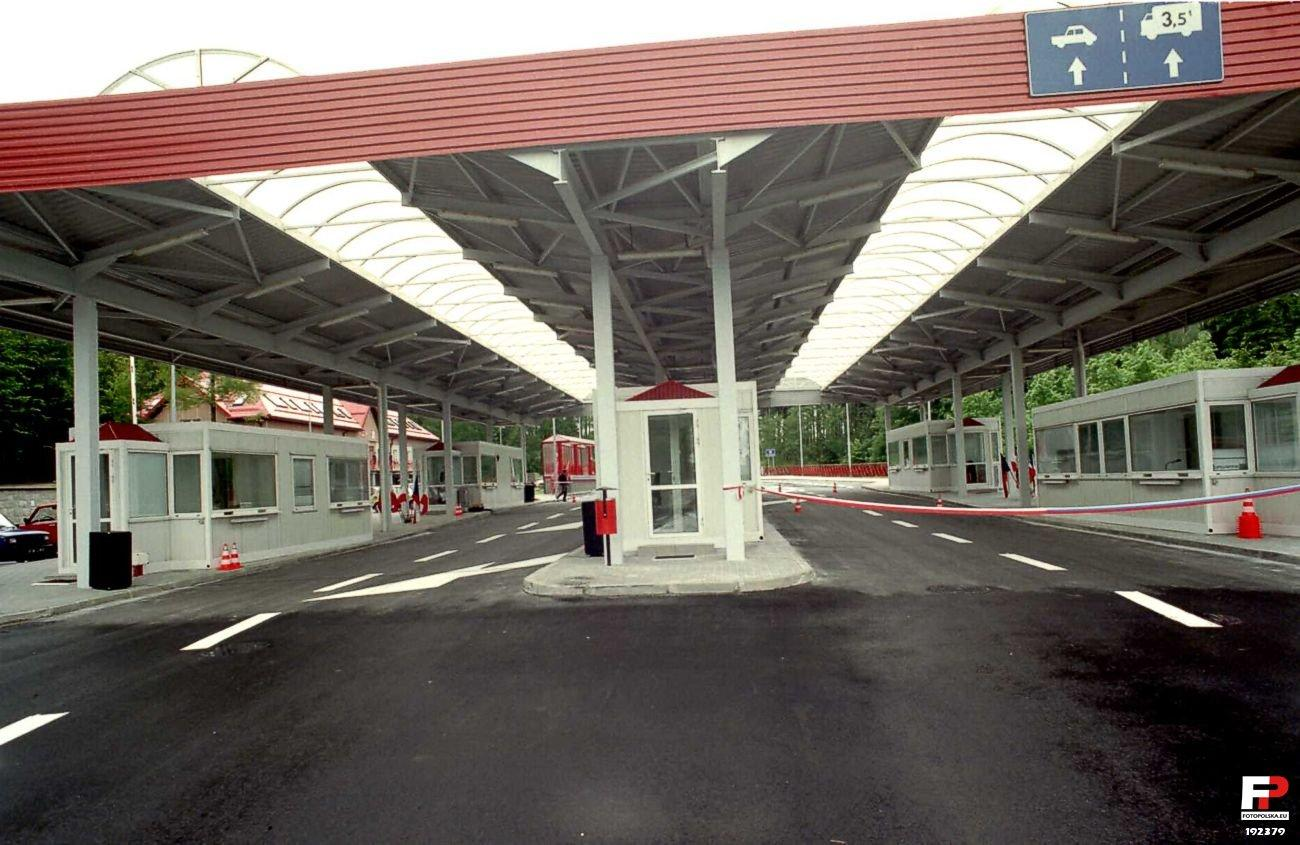
(1997)
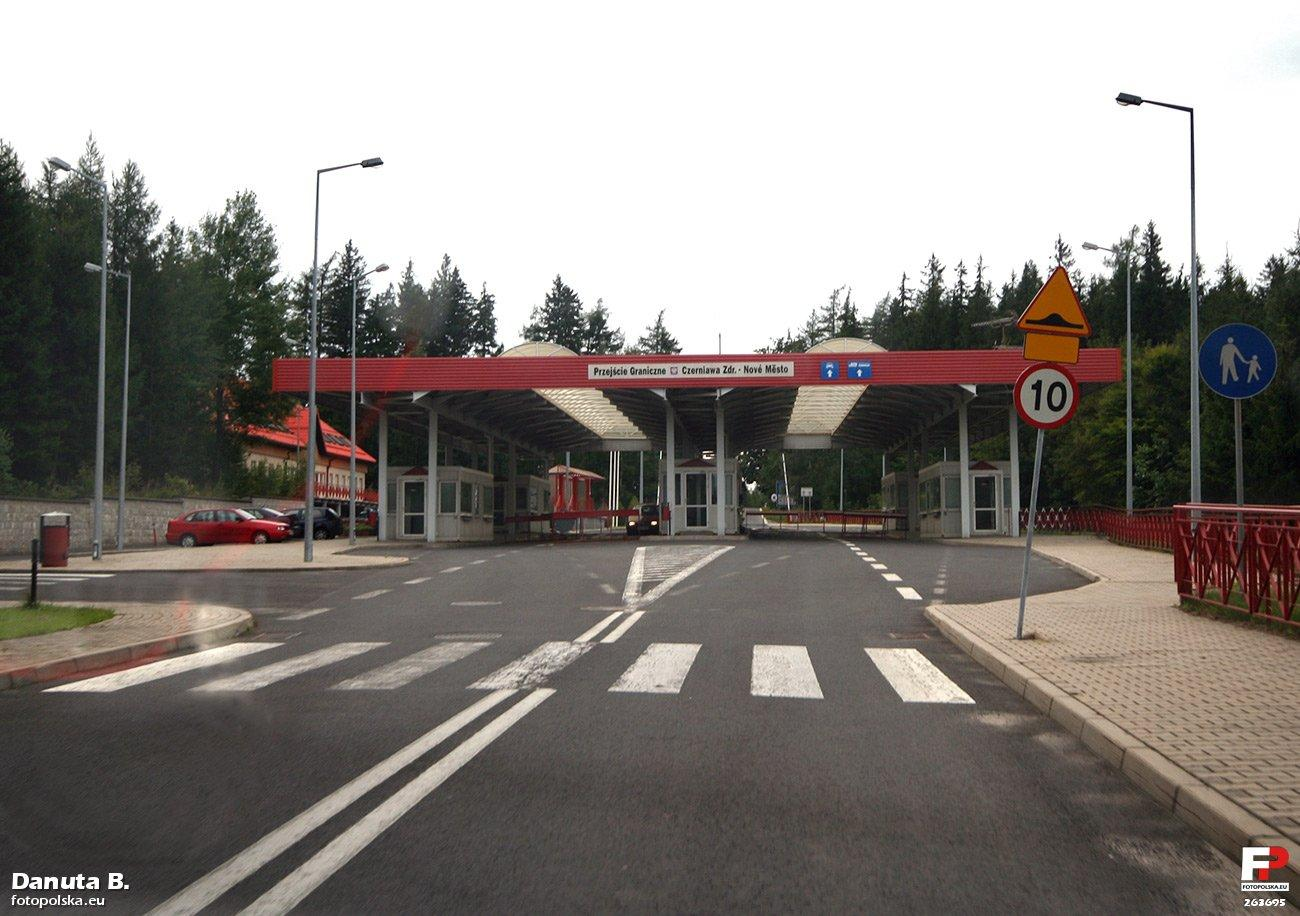
(2007)